# Clàudia (Màrmara)
Clàudia és un personatge de ficció de la novel·la Màrmara de Maria de la Pau Janer i Mulet, la qual fou publicada l'any 1994.

## El personatge dins del context de l'obra
Clàudia és nascuda a Girona vers el 1970. Tenia un germà, Jordi, amb qui estigué molt unida, tot i que a ella li agradaven Les flors del mal mentre que ell preferia François Villon. De petita estiuejava a Mallorca amb la família de la mare. Als 25 anys, es traslladà a Ciutat per motius professionals, però preferí un pis del carrer de Rubí a la casa dels oncles, potser perquè aquests l'amoïnaven dient-li que els recordava molt la tia Ricarda, morta quan Clàudia tenia 10 anys; s'acostumà a llegir el conte de La bella i la bèstia i a confondre la mirada de la tia amb la de la dona morta del conte.
La va atreure l'artesania delicada d'un orfebre xueta del carrer de l'Argenteria -Joan Forteza- i acabà enamorant-se d'ell i lliurant-se-li al casal familiar que el joier tenia al carrer de Sant Bonaventura: ell li regalà un anell que estimava més que cap altre i que, d'acord amb el que Clàudia descobrí, havia fet per a la tia Ricarda. Quan va decidir no donar-se més a l'orfebre, aquest va desaparèixer i se li va emportar aquell anell, però Clàudia el recuperà: l'orfebre es va valdre d'una dona envoltada de misteri per a fer-li novament a mans.